# Gabrielle Reece
Gabrielle Reece (La Jolla, California; 6 de enero de 1970) es una ex jugadora de voleibol profesional, locutora deportiva, modelo y presentadora de podcasts estadounidense.

## Primeros años
Reece creció en Santo Tomás (Islas Vírgenes de los Estados Unidos), siendo hija única del matrimonio conformado por Terry Glynn y Robert Eduardo Reece. Su padre, de origen trinitense, murió en un accidente aéreo cuando Gabrielle tenía cinco años. Regresó a Estados Unidos para cursar el undécimo grado en la Keswick Christian School de San Petersburgo (Florida), donde empezó a practicar deporte. En 1989, se trasladó a Nueva York para seguir con más rigor una carrera paralela como modelo de moda deportiva y continuar también con su carrera profesional en el voleibol.

## Carrera en el voleibol
Tras graduarse, Reece jugó en circuitos profesionales de voleibol durante varios años. Reece se entrenó en golf durante cuatro años con la esperanza de entrar en la LPGA. Sin embargo, no tuvo éxito. En 2009 declaró: "... con niños pequeños, simplemente no tenía tiempo para un juego tan exigente".

## Carrera como modelo
Apareció en varias portadas de la revista Elle a finales de los ochenta y principios de los noventa. Ha aparecido en las portadas de Outside, Shape, Women's Sports & Fitness, Playboy, Elle y Life.

## Otros trabajos
En 2022, apareció como ella misma en un episodio de la serie Billions. En su libro de abril de 2013 titulado My Foot Is Too Big for the Glass Slipper: A Guide to the Less Than Perfect Life, Reece escribe que "ser verdaderamente femenina significa ser suave, receptiva y -cuidado, aquí viene- sumisa". Continuó definiendo mejor su punto de vista en una entrevista el 16 de abril en The Today Show diciendo que cree que las mujeres que son sumisas en las relaciones son un signo de fortaleza, no de debilidad. "No nos preocupa que los hombres lo tengan todo, así que no sé de dónde hemos sacado la idea de tenerlo todo".

## Vida personal
El 30 de noviembre de 1997, Reece se casó con el surfista de olas grandes Laird Hamilton. Tienen dos hijas. Ella y Hamilton también están criando a la hija de Hamilton, fruto de su anterior matrimonio con la surfista de olas grandes y diseñadora de ropa Maria Souza. La familia Hamilton-Reece reside en Hawai y Malibú (California). En esta última, es conocida como miembro de la "Malibu Mob", un grupo de amigos y vecinos famosos que incluye al actor John Cusack, el jugador de hockey Chris Chelios, el tenista John McEnroe y el actor John C. McGinley.